# 150316 Ivaniosifovich
150316 Ivaniosifovich è un asteroide della fascia principale. Scoperto nel 1999, presenta un'orbita caratterizzata da un semiasse maggiore pari a 2,1633340 au e da un'eccentricità di 0,0721555, inclinata di 3,36156° rispetto all'eclittica.